# Manuel Roxas
Manuel Acuña Roxas (Manuel Roxas y Acuña; 1 tháng 1 năm 1892 – 15 tháng 4 năm 1948) là Tổng thống Philippines thứ 5 từ năm 1946 đến khi ông qua đời năm 1948. Ông là Tổng thống thứ 3 và cuối cùng của Thịnh vượng chung Philippines từ 28 thang 5 năm 1946 đến 4 tháng 7 năm 1946, và sau đó Tổng thống đầu tiên của Đệ tam Cộng hoà Philippines sau khi nhượng lại chủ quyền cho Philippines.